# Division 1 (Handball)
Die Division 1 ist eine Spielklasse im schwedischen Handball. Sie wird vom schwedischen Handballverband Svenska Handbollförbundet organisiert.
Die Division 1 wird bei Männern und Frauen in den Ligen Norra (deutsch: Norden) und Södra (deutsch: Süden) mit je zwölf Mannschaften ausgetragen. Der Erstplatzierte steigt direkt in die jeweils höhere Liga auf. Die Mannschaften auf Platz 2 und 3 spielen in der Relegation mit den auf den Plätzen 11 und 12 der jeweils höheren Liga Platzierten.

## Männer
Im Männer-Handball ist die schwedische Division 1 die dritthöchste Spielklasse nach der Elitserien i handboll för herrar und der Allsvenskan.

### 2014/15
| Staffel Norra: - Enköpings HF - Borlänge HK - Hallstahammars SK HK - HK Sif - HK Cliff - HK Country - HK GP - HK Silwing/Troja - IF Hallby HK - IK Bolton - Mantorps IF HF - RP IF Linköping | Staffel Södra: |

## Frauen
Im Frauen-Handball ist die schwedische Division 1 die zweithöchste Spielklasse nach der Svensk HandbollsElit.

### 2009/2010
- Staffel Norra: Arbrå HK, AvestaBrovallen, GT Söder, Härnösands HK, IF Guif, IF Hellton, IFK Tumba HK, Irsta HF, Nacka HK, Skånela IF, Tyresö HF, Örebro SK
- Staffel Södra: BK Olli/Team Aspero, H 43/Lundagård, H 65 Höör, HF Somby/Skövde, Hisingens HK, HK S-hof, IF Hallby HK, Kungälvs HK, KvIK Sport, Partille IF, Skara HF, Sävsjö/Eksjö